# Macromia cincta
Macromia cincta là loài chuồn chuồn trong họ Macromiidae. Loài này được Rambur mô tả khoa học đầu tiên năm 1842.